# Санборн (Північна Дакота)
Санборн (англ. Sanborn) — місто (англ. city) в США, в окрузі Барнс штату Північна Дакота. Населення — 161 особа (2020).

## Географія
Санборн розташований за координатами 46°56′32″ пн. ш. 98°13′26″ зх. д. / 46.94222° пн. ш. 98.22389° зх. д. (46.942114, -98.223959).  За даними Бюро перепису населення США в 2010 році місто мало площу 1,41 км², уся площа — суходіл. В 2017 році площа становила 1,55 км², уся площа — суходіл.

## Демографія
Згідно з переписом 2010 року, у місті мешкали 192 особи в 73 домогосподарствах у складі 58 родин. Густота населення становила 136 осіб/км².  Було 80 помешкань (57/км²).
Расовий склад населення:
| - 99,0 % — білих |

До двох чи більше рас належало 1,0 %. Частка іспаномовних становила 0,0 % від усіх жителів.
За віковим діапазоном населення розподілялося таким чином: 26,0 % — особи молодші 18 років, 62,5 % — особи у віці 18—64 років, 11,5 % — особи у віці 65 років та старші. Медіана віку мешканця становила 44,0 року. На 100 осіб жіночої статі у місті припадало 104,3 чоловіків;  на 100 жінок у віці від 18 років та старших — 102,9 чоловіків також старших 18 років.
Середній дохід на одне домашнє господарство  становив 53 240 доларів США (медіана — 55 972), а середній дохід на одну сім'ю — 66 157 доларів (медіана — 65 000). За межею бідності перебувало 4,0 % осіб, у тому числі 10,0 % дітей у віці до 18 років та 8,7 % осіб у віці 65 років та старших.
Цивільне працевлаштоване населення становило 106 осіб. Основні галузі зайнятості: виробництво — 23,6 %, освіта, охорона здоров'я та соціальна допомога — 22,6 %, транспорт — 14,2 %, фінанси, страхування та нерухомість — 9,4 %.